# NGC 7783/1
NGC 7783/1 је лентикуларна галаксија у сазвежђу Рибе која се налази на NGC листи објеката дубоког неба.
Деклинација објекта је + 0° 23' 0" а ректасцензија 23h 54m 10,1s. Привидна величина (магнитуда) објекта NGC 7783 износи 13,0 а фотографска магнитуда 14,0. NGC 77831 је још познат и под ознакама NGC 7783A, UGC 12837, MCG 0-60-58, VV 208, ARP 323, HCG 98A, KCPG 595A, CGCG 381-60, PGC 72803.